# メスマウス

メスマウスの症状と思われる

メスマウス(Meth mouth, Methamphetamine mouthの略）とはメタンフェタミン乱用者にみられる重度のう蝕の非公式な呼称である。アメリカ歯科医師会によれば、メスマウスはメタンフェタミンの薬理作用による口腔乾燥（口の渇き）がもたらす生理学的変化、長期間に渡る口腔内の不衛生、高カロリー食物・炭酸飲料の頻繁な摂取、歯の食いしばりによる摩耗の組み合わせによって起こるとされている。
メスマウスは製造過程での汚染物質による酸蝕、腐食により生ずるものではなく、医薬品のメタンフェタミンを常用する人々にも同じように見られる。このためもっとも有力とされる原因は次の要素である
。
- 口腔乾燥症（口の渇き）：メタンフェタミンの使用は唾液の分泌を減少させる。唾液の自然な防護効果の不足はう蝕を引き起こし、特に歯の付け根で顕著である。喫煙や砂糖の含有量が多いソフトドリンクの摂取も問題を悪化させる。
- ひびの入った歯：メタンフェタミンは歯の食いしばりを誘発し、歯の研削や摩耗、亀裂を引き起こす。
- 口腔衛生の怠慢：もっとも重要な原因はメタンフェタミン乱用者の口腔内の不衛生であると考えられている。長期間の覚醒作用による騒ぎの後、使用者は口を開けたまま1日かそれ以上睡眠するので、不十分な唾液供給が問題を悪化させる。

メスマウスは単純な口腔内不衛生と区別することは難しい。
このため、歯科医師が見分けるためには「若者の原因不明かつ急激な衰弱」と「食欲抑制作用による乱用者の栄養失調の様子」を見つけることが必要となる。
「メス」マウスという名前だが、メタンフェタミンに関連したアンフェタミン、デキストロアンフェタミン、コカイン等、他の多くの同じ作用をする覚せい剤でも急激なう歯を進行させる可能性がある。